# Lecteur CDF
Un lecteur CDF (CDF Player, en anglais) est une visionneuse de documents au format CDF (Computable Document Format,) développée par Wolfram Research. Le lecteur CDF propriétaire est fourni avec une licence restreinte qui peut être téléchargée gratuitement depuis le site Wolfram Research. Contrairement aux formats statiques tels que le PDF et au contenu interactif pré-généré fourni par des formats tels qu'Adobe Flash, le lecteur CDF contient une bibliothèque d'exécution complète de Mathematica permettant de générer du contenu de document en réponse à l'interaction de l'utilisateur grâce à des algorithmes ou des visualisations qui peuvent être décrits dans Mathematica. Le format est par conséquent approprié pour les contenus scientifiques, l'ingénierie et autres contenus techniques, ainsi que les manuels numériques. 
La prise en charge du lecteur CDF est disponible sur Microsoft Windows, Macintosh, Linux et iOS mais pas sur les lecteurs de livres électroniques e-book ou les tablettes Android. Le lecteur prend en charge un mode plug-in dans Internet Explorer, Mozilla Firefox, Google Chrome, Opera et Safari, ce qui permet au contenu CDF d'être intégré en ligne dans les pages HTML. 